# Sunset (condado de Montague)
Sunset es un lugar designado por el censo ubicado en el condado de Montague en el estado estadounidense de Texas. En el Censo de 2010 tenía una población de 497 habitantes y una densidad poblacional de 38,84 personas por km².

## Geografía
Sunset se encuentra ubicado en las coordenadas 33°26′56″N 97°46′8″O / 33.44889, -97.76889. Según la Oficina del Censo de los Estados Unidos, Sunset tiene una superficie total de 12.79 km², de la cual 12.79 km² corresponden a tierra firme y (0.02%) 0 km² es agua.

## Demografía
Según el censo de 2010, había 497 personas residiendo en Sunset. La densidad de población era de 38,84 hab./km². De los 497 habitantes, Sunset estaba compuesto por el 94.37% blancos, el 1.01% eran afroamericanos, el 0.8% eran amerindios, el 0.2% eran asiáticos, el 0.2% eran isleños del Pacífico, el 3.22% eran de otras razas y el 0.2% pertenecían a dos o más razas. Del total de la población el 5.43% eran hispanos o latinos de cualquier raza.